# Ситагри
Ситагри (грч. Σιταγροί) је насељено место у општини Просечен у периферији Источна Македонија и Тракија, Грчка. Према попису из 2021. године било је 535 становника.
Према бугарском географу и историчару, Василу Канчову, у Ситагрима је 1900. године живело 80 Рома. Током Балканских ратова село је настрадало и становништво је избегло. Обновљено је 1923. године када су насељене 192 грчке избегличке породице, којих је на попису из 1928. године било 854. Село се раније звало Минаре Чифлик.